# Mi diario vivir
Mi diario vivir es el segundo álbum del rapero puertorriqueño Travy Joe, publicado por OMP Music. Contó con la participación de Redimi2, Manny Montes, entre otros exponentes.
El álbum estuvo nominado en la última edición de los Premios People's Choice Reggaeton and Urban 2007 como álbum cristiano del año, y generó polémicas por el vídeo oficial del sencillo «Mi Tierra».

## Promoción y lanzamiento
Luego de ser anunciado en la canción «Alaba» de Travy Joe en Los Inmortales de Manny Montes, llegó Mi diario vivir en mayo de 2006. Este álbum fue lanzado por OMP Music, sello discográfico de Oscar Medina. 
Esta producción relata acontecimientos del diario vivir de Travy Joe y sus invitados, hablando sobre falsos testimonios levantados en su contra, temas de restauración, temas románticos y habla la realidad sobre los problemas sociales. Las colaboraciones fueron variadas, teniendo exponentes urbanos como Manny Montes y Redimi2, la introducción por Santito, "el pastor de los raperos", productores como Lutek, DJ Blaster, y nuevos talentos que presentó como parte de su sello: Wilbia y Ricky El Conserje.  
Los sencillos del proyecto discográfico fueron «Mi Tierra» junto a Carlos Manuel, que contó con vídeo oficial, mismo que fue motivo de gran controversia por su contenido crudo, con imágenes donde se muestra imágenes de homosexuales, escenas de suicidio, maltrato a menores y violencia doméstica, entre otras, todas extraídas del noticiero en Puerto Rico.

## Lista de canciones
| N.º | Título                                                 | Productor(es)                          | Duración |  |
| 1.  | «Intro» (Santito)                                      | Lutek                                  | 2:18     |  |
| 2.  | «Es Mi Diario Vivir»                                   | Lutek                                  | 3:04     |  |
| 3.  | «El Diario del Barrio» (con Manny Montes)              | Lutek                                  | 3:16     |  |
| 4.  | «Esto No Es Fácil»                                     | Lutek                                  | 2:52     |  |
| 5.  | «No Me Quiero Apresurar»                               | Lutek                                  | 2:56     |  |
| 6.  | «Flow» (con Redimi2)                                   | StereoPhonics                          | 4:06     |  |
| 7.  | «Sácala del Parque» (con Jaime de León)                | Lutek                                  | 3:39     |  |
| 8.  | «Mi Tierra» (con Carlos Manuel)                        | Lutek                                  | 3:18     |  |
| 9.  | «Gran Artista» (con Laurie Colón)                      | Lutek                                  | 4:07     |  |
| 10. | «Manos Arriba» (con Otoniel)                           | Hancel                                 | 2:47     |  |
| 11. | «Deja de Jugar»                                        | DJ Blaster                             | 3:01     |  |
| 12. | «Alaba»                                                | Hancel & Otoniel                       | 3:39     |  |
| 13. | «A Son de Plena» (con Lourdes Toledo)                  | Lutek                                  | 3:24     |  |
| 14. | «Si Me Caigo»                                          | Hancel                                 | 3:29     |  |
| 15. | «Le Canto a Quien Vive» (Ricky "El Conserje" & Wilbia) | Obed "El Arquitecto" & Elí "El Mozart" | 3:25     |  |
| 16. | «Un Mensaje Especial»                                  | DJ Blessing                            | 2:47     |  |
| 17. | «Diferente Flow Remix»                                 | Barimix                                | 4:23     |  |
| 18. | «Gran Artista / Instrumental»                          | Lutek                                  | 4:09     |  |

## Vídeos
| Título                          | Fecha de lanzamiento | Director       |
| ------------------------------- | -------------------- | -------------- |
| «Mi Tierra» (con Carlos Manuel) | 2006                 | Flaco Figueroa |

## Premios y nominaciones
El álbum fue nominado en 2007 a los Peoples Choice Reggaeton & Urban Awards.